# Vindaloo
Vindaloo eller vindalho eller vindalu er en populær indisk madret.
Retten opstod i Goa, som i 450 år var hovedstad for kolonien Portugisisk Indien.
Brugen af svinekød udmærkede den som en særlig portugisisk-indisk og kristen indisk ret. Men den spredte sig, med kulinariske tilpasninger. I stedet for svin benyttes ofte fugl (særligt blandt hinduer og indiske muslimer).
Retten serveres også som lammeret, i indiske restauranter i udlandet gerne med kartofler.
- Wikimedia Commons har flere filer relateret til Vindaloo